# اچ‌ام‌اس الیزابت (۱۷۰۶)
اچ‌ام‌اس الیزابت (۱۷۰۶) (به انگلیسی: HMS Elizabeth (1706)) یک کشتی بود که طول آن ۱۵۰ فوت ۶ اینچ (۴۵٫۹ متر) بود.